# 小行星2600
小行星2600（2600 Lumme）是一颗围绕太阳公转的小行星。1980年11月9日，愛德華·鮑威爾在可可尼诺县发现了此天体。
該小行星以芬蘭天文學家卡里·魯姆（Kari Lumme）命名。
这颗小行星的绝对星等为215.45492等。